# Animizm (psychologia)
Animizm (łac. anima) – cecha myślenia dziecięcego, stan postrzegania świata, które przypisuje posiadanie „duszy” i żywotność lalkom i innym przedmiotom. Jest to cecha charakteryzująca dzieci w początkowym okresie wczesnego dzieciństwa (zdaniem Jeana Piaget w okresie wyobrażeń przedoperacyjnych (inteligencji reprezentującej)). Piaget (1973) sugerował, że dzieci posiadają tę cechę w wieku 2-4 lat, jednakże Subbotsky (2000) podsumował, że dzieci nawet do 6 roku życia mogą wykazywać animizm.

Pogląd ten wziął się z obserwacji dzieci i dowiedzenia, iż nie zauważają one granic między swoim Ja a światem zewnętrznym, nie odróżniają świata fizycznego od psychicznego, tym samym nadając ciałom martwym życie i świadomość.